# Liste der Bodendenkmäler in Gleiritsch
Auf dieser Seite sind die Bodendenkmäler in der Oberpfälzer Gemeinde Gleiritsch zusammengestellt. Diese Tabelle ist eine Teilliste der Liste der Bodendenkmäler in Bayern. Grundlage ist die Bayerische Denkmalliste, die auf Basis des Bayerischen Denkmalschutzgesetzes vom 1. Oktober 1973 erstmals erstellt wurde und seither durch das Bayerische Landesamt für Denkmalpflege geführt wird. Die folgenden Angaben ersetzen nicht die rechtsverbindliche Auskunft der Denkmalschutzbehörde.

## Bodendenkmäler in Gleiritsch
| Lage                     | Objekt | Akten-Nr.     | Bild           |
| ------------------------ | --- | ------------- | -------------- |
| Kirchstraße 1 (Standort) | Archäologische Befunde und Funde im Bereich der katholischen Kirche St. Maria Magdalena in Gleiritsch, darunter die Spuren von Vorgängerbauten bzw. älteren Bauphasen und der aufgelassene historische Ortsfriedhof. | D-3-6439-0056 | weitere Bilder |
| (Standort)               | Archäologische Befunde und Funde im Bereich des ehemaligen Schlosses in Gleiritsch, zuvor wohl mittelalterlicher Adelssitz: Burgstall Gleiritsch.                                                                    | D-3-6439-0098 | weitere Bilder |